# João Victor (calciatore 1994)
João Victor Santos Sá (São José dos Campos, 17 marzo 1994) è un calciatore brasiliano, attaccante del Krasnodar.

## Caratteristiche tecniche
È un'ala sinistra.

## Carriera
Ha esordito 21 febbraio 2014 con la maglia del São José dos Campos in occasione del match di Campeonato Paulista Série A3 pareggiato 1-1 contro l'Inter de Limeira.
Nell'estate del 2019 approda al Wolfsburg per 3,5 milioni di euro e firma un contratto quadriennale fino al 30 giugno 2023.
Il 17 agosto 2021 viene ceduto all'Al-Jazira.

## Statistiche

### Presenze e reti nei club
Statistiche aggiornate al 15 settembre 2018.
| Stagione                   | Squadra                    | Campionato                 | Campionato | Campionato | Coppe nazionali | Coppe nazionali | Coppe nazionali | Coppe continentali | Coppe continentali | Coppe continentali | Altre coppe | Altre coppe | Altre coppe | Totale | Totale | Totale |
| Stagione                   | Squadra                    | Comp                       | Pres       | Reti       | Comp            | Pres            | Reti            | Comp               | Pres               | Reti               | Comp        | Pres        | Reti        | Pres   | Reti   |        |
| -------------------------- | -------------------------- | -------------------------- | ---------- | ---------- | --------------- | --------------- | --------------- | ------------------ | ------------------ | ------------------ | ----------- | ----------- | ----------- | ------ | ------ | ------ |
| 2014                       | São José dos Campos        | A3/SP                      | 17         | 3          |                 | -               | -               |                    | -                  | -                  |             | -           | -           | 17     | 3      |        |
| 2015                       | São José dos Campos        | A3/SP                      | 14         | 3          |                 | -               | -               |                    | -                  | -                  |             | -           | -           | 14     | 3      |        |
| Totale Sao Josè dos Campos | Totale Sao Josè dos Campos | Totale Sao Josè dos Campos | 31         | 6          |                 | -               | -               |                    | -                  | -                  |             | -           | -           | 31     | 6      |        |
| 2015-2016                  | Kapfenberger               | 1L                         | 29         | 9          | CA              | 1               | 0               |                    | -                  | -                  |             | -           | -           | 30     | 9      |        |
| 2016-2017                  | Kapfenberger               | 1L                         | 35         | 14         | CA              | 4               | 6               |                    | -                  | -                  |             | -           | -           | 39     | 20     |        |
| Totale Kapfenberger        | Totale Kapfenberger        | Totale Kapfenberger        | 64         | 23         |                 | 5               | 6               |                    | -                  | -                  |             | -           | -           | 69     | 29     |        |
| 2017-2018                  | LASK                       | BL                         | 20         | 7          | CA              | 0               | 0               |                    | -                  | -                  |             | -           | -           | 20     | 7      |        |
| 2018-2019                  | LASK                       | BL                         | 3          | 0          | CA              | 1               | 1               | UEL                | 2                  | 1                  |             | -           | -           | 6      | 2      |        |
| Totale carriera            | Totale carriera            | Totale carriera            | 118        | 36         |                 | 6               | 7               |                    | 2                  | 1                  |             | -           | -           | 126    | 44     |        |

## Palmarès

### Club

#### Competizioni nazionali
- Supercoppa degli Emirati Arabi Uniti: 1

Al-Jazira: 2021
- Campionato russo: 1

Krasnodar: 2024-2025